# مونتز (لوئیزیانا)
مونتز (به انگلیسی: Montz) شهری در ایالت لوئیزیانا کشور ایالات متحده آمریکا است که جمعیت آن در سرشماری سال ۲۰۱۰ میلادی، ۱٬۹۱۸ نفر بوده‌است.